# Магомедов, Мурад (футболист)
Мурад Магомедов (родился 25 сентября 1973, Махачкала, Дагестанская АССР, РСФСР, СССР) — российский и израильский футболист, защитник, тренер.

## Биография
Воспитанник дагестанского футбола, первый тренер Рафаэль Сафаров. Учился вместе с Михаилом Куприяновым и Нарвиком Сирхаевым. Ещё будучи учеником школы, выступал за махачкалинское «Динамо».
В 1992 году приглашён в «Жемчужину» (Сочи), где провёл три сезона, попутно сыграв на молодёжном чемпионате мира в составе сборной России.
В 1994 году, после того как перестал проходить в основу «Жемчужины», перешёл в израильский «Маккаби» (Петах-Тиква), где провёл большую часть карьеры. Сыграл почти 450 матчей в израильской Премьер-лиге, долгое время был капитаном команды, неоднократно признавался лучшим либеро сезона.
В мае 2011 решил завершить игровую карьеру и вошёл в тренерский штаб «Маккаби». Впрочем, в 2012 году, когда команда вылетела во второй дивизион, Магомедов решил вернуться на поле и стал играющим тренером. В конце сезона 2012/13, после того, как клуб вернулся в Премьер-лигу, Магомедов снова объявил о завершении карьеры, заняв должность в молодёжной команде. После окончания его карьеры, «Маккаби» закрепил за ним навечно номером 4, под которым он играл за клуб.
Параллельно с работой в академии «Маккаби», Магомедов играл за клубы низших израильских лиг: «Маккаби Ирони Амишав» (Петах-Тиква) и «Ирони» (Бейт-Даган). В январе 2019 года Магомедов был назначен тренером первой команды «Маккаби» (Петах-Тиква) после увольнения Элиши Леви. Приблизительно через две недели он покинул пост, признав, что командой должен руководить опытный тренер, которым стал Гай Лузон.

## Сборная
В составе молодёжной сборной России участвовал в молодёжном чемпионате мира 1993 года в Австралии, дойдя с командой до четвертьфинала. В групповом турнире забил автогол в матче с австралийцами.
В 2003 году получил израильский паспорт и по приглашению датского специалиста Рихарда Мёллер-Нильсена, работавшего со сборной Израиля, был включён в состав сборной, но ФИФА не позволила Магомедову выступать за израильтян из-за участия на молодёжном ЧМ-93 за Россию.

## Достижения
«Жемчужина» (Сочи)
- Чемпион первой лиги России (Зона «Запад») — 1992

«Маккаби» (Петах-Тиква)
- Обладатель Кубка Тото — 1999/2000, 2003/2004[6]
- Финалист Кубка округов — 2001
- Серебряный призёр Премьер-лиги — 2004/2005

## Личная жизнь
По национальности — кумык. Жена Зарема, дети — сын Илия, Иссая и дочь Далида.